# 歐洲E51公路
歐洲E51公路（E51）是歐洲的一條国际公路，全程均在德國，起點為柏林，終點為紐倫堡，全長約479公里。

## 線路
歐洲E51公路穿過以下主要城市：
- 德国：柏林 - 萊比錫 - 格拉 - 薩勒河畔希爾施伯格 - 霍夫 - 拜律特 - 紐倫堡